# Paroxyptera filiella
Paroxyptera filiella är en fjärilsart som beskrevs av Max Saalmüller 1880. Paroxyptera filiella ingår i släktet Paroxyptera och familjen mott. Inga underarter finns listade i Catalogue of Life.